# Allô Police
Allô Police è una serie televisiva francese composta da 36 episodi. Venne trasmessa alla televisione francese ORTF a partire dal 24 dicembre 1966. Parte della serie fu trasmessa in Italia dalla RAI nel 1971. La serie fu creata da Jean Dewever e Pierre Goutas e fu diretta da vari registi, tra cui lo stesso Goutas. Gli episodi della serie mettono in scena la vita quotidiana in un commissariato di polizia francese guidato dal commissario Lambert.

## Trama
La vita quotidiana di una stazione di polizia di Parigi deve fare i conti con i casi da risolvere. Sei personaggi principali sono la vita di questa stazione di polizia e sono regolarmente mobilitati per chiarire i fatti.

## Episodi
| Stagione         | Episodi | Prima TV Francia | Prima TV Italia |
| ---------------- | ------- | ---------------- | --------------- |
| Prima stagione   | 26      | 1966-1967        | 1971            |
| Seconda stagione | 5       | 1969             | 1972            |
| Terza stagione   | 5       | 1970             | 1973            |

## Cast fisso
- Guy Trèjean - Commissario Lambert
- Fernand Berset - Abadie
- Claude Ruben - Leblanc
- André Thorent - Francis
- Bernard Rousselet - Mareuil
- Marion Loran - signorina Moreau